# ATP Challenger Bradenton
Das ATP Challenger Bradenton (offiziell: Hurricane Tennis Open) war ein Tennisturnier, das 2008 einmalig in Bradenton, Florida stattfand. Es gehörte zur ATP Challenger Tour und wurde im Freien auf Sand gespielt.

## Liste der Sieger

### Einzel
| Jahr | Sieger       | Finalgegner     | Ergebnis       |
| ---- | ------------ | --------------- | -------------- |
| 2008 | Jesse Levine | Robert Kendrick | 6:3, 5:7, 7:63 |

### Doppel
| Jahr | Sieger                   | Finalgegner              | Ergebnis         |
| ---- | ------------------------ | ------------------------ | ---------------- |
| 2008 | Carsten Ball Lester Cook | Ryler DeHeart Todd Widom | 4:6, 6:3, [10:6] |